# Gustaf Palmfelt (1646–1694)
Gustaf Palmfelt, tidigare Palm, född 22 februari 1646 i Nyköping, död 2 april 1694 i Stockholm, var en svensk ämbetsman.

## Biografi
Gustaf Palmfelt föddes 1646 i Nyköping. Han var son till skräddarmästaren Johan Nilsson och Anna Andersdotter i Stockholm. Palmfelt blev 1666 kammarskrivare vid Stora Sjötullskontoret i Stockholm, 19 maj 1669 kammarskrivare i första avräkningskontoret och 5 februari 1675 kammarförvant i statskontoret. Han fick 12 januari 1678 titeln som kamrer och blev i maj 1679 statskommissarie, en tjänst som han inte tillträde. Palmfelt blev 21 februari 1682 kamrer i statskontoret. Han adlades 1 juli 1687 till Palmfelt och introducerades 1689 i Sveriges riddarhus som nummer 1689. Palmfelt blev 1689 åter statskommissarie. Han avled 1694 i Stockholm och begravdes i Värmdö kyrka, där hans vapen sattes upp.

### Familj
Palmfelt gifte sig första gången 2 april 1674 med Maria Holm (1656–1687), dotter till amiralitetskommissarien Nils Erikssom Holm. De fick tillsammans barnen Anna Maria Palmfelt som var gift med översten Johan von Schwaben, landshövdingen Johan Palmfelt (död 1739), landshövdingen Gustaf Palmfelt (1680–1744), Catharina Palmfelt (1681–1726) som var gift med amiralitetsfiskalen Erik Stiernborg och vice amiralen Olof von Unge, överstelöjtnanten Nils Palmfelt (1682–1712), Christina Palmfelt (1684–1724) som var gift med kaptenen Jakob Johan Bildergin och överstelöjtnanten Otto Fredrik Möller och översten Carl Palmfelt (1686–1753).
Palmfelt gifte sig andra gången 29 november 1687 i Stockholm med Brita Catharina Palmqvist (1667–1701), dotter till kammarrådet Gustaf Palmqvist och Margareta Eriksdotter. De fick tillsammans barnen Margareta Charlotta Palmfelt (född 1688), kaptenen Magnus Palmfelt (1690–1736), häradshövdingen Axel Palmfelt (1691–1748), Christoffer Palmfelt (1692–1692) och Hedvig Eleonora Palmfelt (född 1693).